# Thionia transversalis
Thionia transversalis är en insektsart som beskrevs av Melichar 1906. Thionia transversalis ingår i släktet Thionia och familjen sköldstritar. Inga underarter finns listade i Catalogue of Life.